# Banksula incredula
Banksula incredula is een hooiwagen uit de familie Phalangodidae. De wetenschappelijke naam van Banksula incredula gaat terug op Ubick & Briggs.